# Maraisa
Maraisa (Sao Jose dos Quatro Marcos, 31 decembrie 1987) este o cântăreață, compozitoare, multi-instrumentistă și femeie de afaceri braziliană .  
Este membră a duo-ului country Maiara & Maraisa împreună cu sora ei Maiara .  

## Biografie
Maraísa a început să studieze relațiile internaționale și muzica, dar a încheiat doar muzica, părăsind relațiile internaționale în perioada a cincea.
Ea și sora ei Maiara au început să cânte la vârsta de cinci ani, iar atunci au urcat pentru prima dată pe scenă, în cadrul Festivalului da Canção. În martie 2004, au lansat un album intitulat „Geminis Totalmente Livre”.